# Gypodes
Gypodes és un gènere monotípic d'arnes de la família Crambidae. Conté només una espècie, Gypodes vexilliferalis, que es troba a Brasil (Pará).